# Liste der Staatsoberhäupter 1872
Übersicht
◄◄ | ◄ | 1868 | 1869 | 1870 | 1871 | Liste der Staatsoberhäupter 1872 | 1873 | 1874 | 1875 | 1876 | ► | ►►

Weitere Ereignisse

## Afrika
- Ägypten
  - Khedive: Ismail Pascha (1867–1879)

- Äthiopien
  - Kaiser: Yohannes IV. (1871–1889)

- Buganda
  - König: Mutesa I. (1856–1884)

- Bunyoro
  - König: Kabalega (1869–1898)

- Burundi
  - König: Mwezi IV. Gisabo (1852–1908)

- Dahomey
  - König: Glélé (1856–1889)

- Liberia
  - Präsident: Joseph Jenkins Roberts (1871–1876)

- Marokko
  - Sultan: Sidi Mohammed IV. (1859–1873)

- Ruanda
  - König: Kigeri IV. (1853–1895)

- Kalifat von Sokoto
  - Kalif: Ahmad Rufa'i (1867–1873)

- Südafrikanische Republik
  - Präsident: Thomas François Burgers (1871–1877)

- Zulu
  - König: Mpande ka Senzangakhona (1840–1872)
  - König: Cetshwayo kaMpande (1872–1884)

## Amerika

### Nordamerika
- Kanada
  - Staatsoberhaupt: Königin Victoria (1867–1901)
  - Generalgouverneur:
    1. Lord John Young (1869–1872)
    2. Earl Frederick Hamilton-Temple-Blackwood (1872–1878)

  - Regierungschef: Premierminister John A. Macdonald (1867–1873)

- Mexiko
  - Staats- und Regierungschef:
    1. Präsident Benito Juárez (1861–1864, 1867–18. Juli 1872)
    2. Präsident Sebastián Lerdo de Tejada (18. Juli 1872–1876)

- Vereinigte Staaten von Amerika
  - Staats- und Regierungschef: Präsident Ulysses S. Grant (1869–1877)

### Mittelamerika
- Costa Rica
  - Staats- und Regierungschef: Präsident Tomás Guardia Gutiérrez (1870–1876, 1877–1882)

- Dominikanische Republik
  - Staats- und Regierungschef: Präsident Buenaventura Báez (1849–1853, 1856–1858, 1868–1873, 1876–1878)

- El Salvador
  - Staats- und Regierungschef: ?

- Guatemala
  - Staats- und Regierungschef: Präsident Miguel García Granados y Zavala (1871–1873)

- Haiti
  - Staats- und Regierungschef: Präsident Nissage Saget (1869–1874)

- Honduras
  - Staats- und Regierungschef:
    1. Präsident José María Medina (1863–26. Juli 1872)
    2. Präsident Carlos Céleo Arias López (August 1872–1874)

- Nicaragua
  - Staats- und Regierungschef: Präsident Vicente Cuadra (1871–1875)

### Südamerika
- Argentinien
  - Staats- und Regierungschef: Präsident Domingo Faustino Sarmiento (1868–1874)

- Bolivien
  - Staats- und Regierungschef:
    1. Präsident Agustín Morales (1871–27. November 1872)
    2. Präsident Tomás Frías Ametller (28. November 1872–1873)

- Brasilien
  - Herrscher: Kaiser Peter II. (1831–1889)

- Chile
  - Staats- und Regierungschef: Präsident Federico Errázuriz Zañartu (1871–1876)

- Ecuador
  - Staats- und Regierungschef: Präsident Gabriel García Moreno (1869–1875)

- Kolumbien
  - Staats- und Regierungschef:
    1. Präsident Eustorgio Salgar (1870–1. April 1872)
    2. Präsident Manuel Murillo Toro (1. April 1872–1874)

- Paraguay
  - Staats- und Regierungschef: Präsident Salvador Jovellanos (1871–1874)

- Peru (umstritten)
  - Staats- und Regierungschef:
    1. Präsident José Balta (1868–22. Juli 1872)
    2. Oberster Führer der Nation Tomás Gutiérrez (22. Juli–26. Juli 1872)
    3. Präsident Francisco Diez Canseco (26. Juli–27. Juli 1872)
    4. Präsident Mariano Herencia Zevallos (27. Juli–2. August 1872)
    5. Präsident Manuel Pardo y Lavalle (2. August 1872–1876)

- Uruguay
  - Staats- und Regierungschef:
    1. Präsident Lorenzo Batlle y Grau (1868–1. März 1872)
    2. (amtierend) Senatspräsident Tomás Gomensoro (1. März 1872–1873)

- Venezuela
  - Staats- und Regierungschef: Präsident Antonio Guzmán Blanco (1870–1884, 1886–1888)

## Asien
- Abu Dhabi:
  - Emir: Zayed I. (1855–1909)

- Adschman:
  - Scheich: Humaid I. (1848–1872)
  - Scheich: Raschid II. (1872–1891)

- Afghanistan
  - Emir: Shir Ali Khan (1867–1879)

- Bahrain:
  - Emir: Isa I. (1869–1932)

- China (Qing-Dynastie):
  - Kaiser: Tongzhi (1861–1874)

- Britisch-Indien
  - Vizekönig:
    - Richard Southwell Bourke (1869–1872)
    - John Strachey (1872) (vorübergehend)
    - Francis Napier (1872) (vorübergehend)
    - Thomas George Baring (1872–1876)

- Japan
  - Kaiser: Mutsuhito (1867–1912)

- Korea:
  - König: Gojong (1864–1897)

- Kuwait:
  - Emir: Abdullah II. (1866–1892)

- Oman:
  - Sultan: Turki ibn Said (1871–1888)

- Persien (Kadscharen-Dynastie)
  - Schah: Naser od-Din Schah (1848–1896)

- Thailand
  - König: Chulalongkorn, König von Thailand (1868–1910)

## Australien und Ozeanien
- Hawaii
  - König: Kamehameha V. (1863–11. Dezember 1872)

## Europa
- Andorra
  - Co-Fürsten:
    - Staatspräsident von Frankreich: Adolphe Thiers (1871–1873)
    - Bischof von Urgell: Josep Caixal i Estradé (1851–1879)

- Belgien
  - Staatsoberhaupt: König Leopold II. (1865–1909)
  - Regierungschef: Ministerpräsident Barthélémy de Theux de Meylandt (1834–1840, 1846–1847, 1871–1874)

- Dänemark
  - Staatsoberhaupt: König: Christian IX. (1863–1906)
  - Regierungschef: Ministerpräsident Ludvig Holstein-Holsteinborg (1870–1874)

- Deutsches Reich
  - Kaiser: Wilhelm I. (18. Januar 1871–1888)
    - Reichskanzler: Otto von Bismarck (1871–1890)

  - Anhalt
    - Herzog: Friedrich I. (1871–1904)
      - Staatsminister: Alfred von Larisch (1868–1875)

  - Baden
    - Großherzog: Friedrich I. (1856–1907)
      - Staatsminister: Julius Jolly (1868–1876)

  - Bayern:
    - König: Ludwig II. (1864–1886)
      - Vorsitzender im Ministerrat:  Friedrich von Hegnenberg-Dux (1871–1872)
      - Vorsitzender im Ministerrat:  Adolph von Pfretzschner (1872–1880)

  - Braunschweig
    - Herzog: Wilhelm (1831–1884)

  - Bremen
    - Bürgermeister: Otto Gildemeister (1871–1875) (1882) (1884) (1886)

  - Reichsland Elsaß-Lothringen (bis 1879 direkt durch das Reich verwaltet)
    - Oberpräsident: Eduard von Möller (1871–1879)

  - Hamburg
    - Erster Bürgermeister: Gustav Heinrich Kirchenpauer (1871–1872) (1875) (1878) (1881) (1884) (1887)

  - Hessen-Darmstadt
    - Großherzog: Ludwig III. (1848–1877)
      - Präsident des Gesamtministeriums: Friedrich von Lindelof (1871–1872)
      - Präsident des Gesamtministeriums: Karl von Hofmann (1872–1876)

  - Lippe
    - Fürst: Leopold III. (1851–1875)

  - Lübeck
    - Bürgermeister: Heinrich Theodor Behn (1871–1872, 1875–1876, 1879–1880, 1883–1884, 1887–1888, 1891–1892, 1895–1896)

  - Mecklenburg-Schwerin
    - Großherzog: Friedrich Franz II. (1842–1883)
      - Präsident des Staatsministeriums: Henning von Bassewitz (1869–1885)

  - Mecklenburg-Strelitz
    - Großherzog: Friedrich Wilhelm (1860–1904)
      - Staatsminister: Wilhelm von Hammerstein (1868–1872)

  - Oldenburg
    - Großherzog: Nikolaus Friedrich Peter (1853–1900)
      - Staatsminister: Peter Friedrich Ludwig Freiherr von Rössing (1851–1874)

  - Preußen:
    - König: Wilhelm I. (1861–1888)
      - Ministerpräsident: Otto von Bismarck (1862–1873) (1873–1890)

  - Reuß ältere Linie
    - Fürst: Heinrich XXII. (1859–1902)

  - Reuß jüngere Linie
    - Fürst: Heinrich XIV. (1867–1913)

  - Sachsen:
    - König: Johann I. (1854–1873)
      - Vorsitzender des Gesamtministeriums: Richard Freiherr von Friesen (1871–1876)

  - Sachsen-Altenburg
    - Herzog: Ernst I. (1853–1908)

  - Sachsen-Coburg und Gotha
    - Herzog: Ernst II. (1844–1893)
      - Staatsminister: Camillo von Seebach (1849–1888)

  - Herzogtum Sachsen-Meiningen
    - Herzog: Georg II. (1866–1914)

  - Sachsen-Weimar-Eisenach
    - Großherzog: Carl Alexander (1853–1901)

  - Schaumburg-Lippe
    - Fürst: Adolf I. Georg (1860–1893)

  - Schwarzburg-Rudolstadt
    - Fürst: Georg Albert (1869–1890)

  - Schwarzburg-Sondershausen
    - Fürst: Günther Friedrich Karl II. (1835–1880)

  - Waldeck und Pyrmont (seit 1968 durch Preußen verwaltet)
    - Fürst: Georg Viktor (1845–1893)
    - Preußischer Landesdirektor: Adalbert von Flottwell (1868–1872)
    - Preußischer Landesdirektor: Hugo von Sommerfeld (1872–1881)

  - Württemberg
    - König: Karl (1864–1891)
      - Vorsitzender des Geheimen Rats: Hermann von Mittnacht (1864–1870) (ab 1976 Ministerpräsident)

- Frankreich
  - Präsidenten: Adolphe Thiers (1871–1873)
  - Regierungschef (Ratspräsident): Jules Dufaure (1871–1873)

- Griechenland
  - König: Georg I. (1863–1913)

- Italien
  - König: Viktor Emanuel II. (1861–1878)

- Monaco
  - Fürst Charles III. (1856–1889)

- Montenegro (bis 1878 unter osmanischer Suzeränität)
  - Fürst: Nikola I. Petrović Njegoš (1860–1918) (ab 1910 König)

- Neutral-Moresnet
  - König: Leopold II. (1865–1909)
  - König: Wilhelm I. (1861–1888)
  - Bürgermeister: Joseph Kohl (1859–1882)

- Niederlande
  - König: Wilhelm III. (1849–1890)

- Norwegen
  - König: Karl IV. (1859–1872) (identisch mit Karl XV. von Schweden; Norwegisch-Schwedische Personalunion)
  - König: Oskar II. (1872–1905) (identisch mit Oskar II. von Schweden; Norwegisch-Schwedische Personalunion)

- Osmanisches Reich:
  - Sultan: Abdülaziz (1861–1876)

- Österreich-Ungarn
  - Kaiser und König: Franz Joseph I. (1848–1916)

- Portugal
  - König: Ludwig I. (1861–1889)

- Rumänien (bis 1878 unter osmanischer Souveränität)
  - Staatsoberhaupt: Fürst Karl I. (1866–1914) (ab 1881 König)
  - Regierungschef: Ministerpräsident Lascăr Catargiu (1866, 1871–1876, 1889, 1891–1895)

- Russland
  - Kaiser: Alexander II. (1855–1881)

- Schweden
  - König: Karl XV. (1859–1872) (1859–1872 König von Schweden und Norwegen)
  - König: Oskar II. (1872–1907) (1872–1905 König von Norwegen)

- Serbien (bis 1878 unter osmanischer Suzeränität)
  - Fürst: Milan Obrenović IV. (1868–1889) (ab 1882 König)

- Spanien
  - König: Amadeus I. (1871–1873)

- Ungarn
  - König: Franz Joseph I. (1848–1916) (1848–1916 König von Böhmen, 1848–1916 Kaiser von Österreich)

- Vereinigtes Königreich
  - Staatsoberhaupt: Königin Victoria (1837–1901) (1877–1901 Kaiserin von Indien)
  - Regierungschef: Premierminister William Ewart Gladstone (1868–1874, 1880–1885, 1886, 1892–1894)